# ۸۹۶ (قمری)
۸۹۶ (قمری)، هشتصد و نود و ششمین سال در گاهشماری هجری قمری است. اول محرم این سال برابر با بیست و سوم نوامبر سال ۱۴۹۰ میلادی است.